# Neoneura waltheri
Neoneura waltheri – gatunek ważki z rodziny łątkowatych (Coenagrionidae). Występuje na terenie Ameryki Południowej.